# Tetrabroombisfenol A
Tetrabroombisfenol A (TBBP-A) is een gebromeerde organische verbinding, afgeleid van bisfenol A. Ze wordt gebruikt als vlamvertrager in plastics. Het is bij kamertemperatuur een wit kristallijn poeder met een smeltpunt rond 181 °C.

## Productie
Tetrabroombisfenol A wordt gevormd door de bromering van bisfenol A in een geschikt oplosmiddel, bijvoorbeeld methanol.
Het wereldwijde productievolume voor het jaar 2001 werd geschat op 120.000 tot 150.000 ton en is sterk gestegen in de jaren daarvoor (in 1992 was het nog rond de 50.000 ton).

## Toepassingen
Als vlamvertrager is TBBP-A zowel te gebruiken in reactieve of additieve vorm:
- Reactieve vlamvertrager in epoxyharsen, voornamelijk voor printplaten, of in polycarbonaat. TBBP-A is hierbij chemisch gebonden aan de polymeerstructuur van het hars.
- Additieve vlamvertrager in Acrylonitril butadieen styreen (ABS) of hoog-impact polystyreen (HIPS) gebruikt voor de behuizing van allerlei elektrische en elektronische apparaten (computerkasten, TV- en monitorkasten, behuizing van printers en andere kantoorapparatuur). Hier is TBBP-A gemengd in het polymeer maar niet chemisch ermee gebonden. Voor deze toepassingen wordt het gewoonlijk gecombineerd met antimoonoxide om een betere prestatie te bekomen.

Van TBBP-A worden ook een aantal derivaten gemaakt in kleine hoeveelheden. Dit zijn eveneens vlamvertragers voor speciale toepassingen:
- tetrabroombisfenol A-dimethylether
- tetrabroombisfenol A-dibroompropylether
- tetrabroombisfenol A-bis(allylether)
- tetrabroombisfenol A-bis(2-hydroxyethylether)
- tetrabroombisfenol A-epoxyoligomeer
- tetrabroombisfenol A-polycarbonaatoligomeer

## Toxicologie en veiligheid
Tetrabroombisfenol A kan in het milieu terechtkomen, vooral uit plastics waarin het als additieve vlamvertrager werd toegevoegd. Het is een toxische stof voor vissen en tevens een stof die moeilijk biologisch afbreekbaar is. Voor mensen is de blootstelling zodanig klein dat er geen nadelige effecten te verwachten zijn. Bij de productie en verwerking van TBBP-A moeten wel maatregelen genomen worden om emissies naar het milieu zo veel mogelijk te vermijden.